# パウル・コハンスキ
パヴェウ・コハィンスキ（ポーランド語: Paweł Kochański, 1887年9月14日 – 1934年1月12日）は、ポーランド出身のヴァイオリニスト・音楽教師・作曲家・編曲家。
ドイツ語風に「パウル・コハンスキ（Paul Kochanski）」もしくはロシア語風に「パーヴェル・コハンスキー」として知られており、本稿でもそれに従う。弟は日本に亡命したピアニスト・音楽教師のレオニード・コハンスキ。

## 生涯

### 生い立ちと音楽活動の開始
生地はロシア帝国のオデッサ、またはオリョールとされる。父親にヴァイオリンの手解きを受け、その後7歳のときオデッサで、レオポルト・アウアー門下のエミル・ムウィナルスキに学ぶ。1898年にムウィナルスキはワルシャワに行き、1901年にワルシャワ・フィルハーモニー管弦楽団を創設すると、14歳のコハンスキをコンサートマスターに任命した。またムウィナルスキは、コハンスキ少年を我が子同然に扱い、責任を持って養育し、世界一流の演奏家に育て上げた。
1903年、コハンスキは、ムウィナルスキの奔走でワルシャワの上流階級から援助を受け、王立ブリュッセル音楽院に留学してセザール・トムソンに師事することができた。4年後には、最優秀賞と首席に輝いた。
旅するヴィルトゥオーゾとして活動に取り掛かり、ユリウシュ・ヴェルトヘイムの招きでアルトゥール・ルービンシュタインと出逢ったのがこの頃である。二人は音楽面では意気投合したが、若々しい情熱あふれる友情が本当の意味で始まるのは1907年になってからだった。二人は同年、ワルシャワ・フィルハーモニー協会のために、チェリストのJ. サベリーク(Sabelik)と共演して、ベートーヴェンの《クロイツェル・ソナタ》とチャイコフスキーの《ピアノ三重奏曲》を演奏した。1908年には、パトロンの一人であったユーゼフ・ヤロシィニスキとともに、ベルリンやパリ、ロンドン、カールスバートといったヨーロッパの主要な都市で凱旋公演を行ない、1908年から1909年までルービンシュタインと、チェリストになった兄エリと共演して、ワルシャワ・フィルハーモニー協会のために《クロイツェル》やフランクの《ヴァイオリンソナタ》、ブラームスのピアノ三重奏曲を演奏した。

### 第1次世界大戦まで
1909年から1911年までワルシャワ音楽院でヴァイオリンの教授に就任する。1909年にルービンシュタインと、カロル・シマノフスキの《ヴァイオリンソナタ ニ短調》の初演を行なう。この三者の出逢いが「若きポーランド」として知られる芸術運動への参加につながり、ワルシャワに進歩主義的な音楽姿勢を鼓舞することになった。1911年に、ヴェルトヘイムとの報われぬ恋に敗れたばかりのゾシア・コーン(Zosia Kohn)と結婚し、弁護士であったコーンの父親から、結婚祝いにストラディヴァリウスのヴァイオリンを贈られた。
1913年から1914年までロンドンに行き、シマノフスキとともに、ルービンシュタインからドレーパー夫妻(Paul and Muriel Draper)の音楽サロンを紹介され、そこでイーゴリ・ストラヴィンスキーと出逢う。このサークルには、パブロ・カザルスやジャック・ティボー、ライオネル・ターティス、ピエール・モントゥーらの常連がいた。ストラヴィンスキーから《「火の鳥」からの3曲》の編曲を献呈される。1914年に、ベヒシュタイン・ホールにおいてルービンシュタインのリサイタルに何度か出演し、そのうち一つは同時代の音楽のみを演奏した。
1915年にシマノフスキの《神話》の作曲に協力。1916年にシマノフスキから《ヴァイオリン協奏曲第1番》を献呈され、この作品のためにカデンツァを創っている。同年アウアーの後任教授として1918年までペトログラード音楽院に赴任し、1919年から1920年まではキエフ音楽院の教壇に立った。ペトログラードでは、1915年から面識のあったセルゲイ・プロコフィエフに《ヴァイオリン協奏曲第1番》の助言を求められている。

### ロンドンとニューヨークへ
1920年に短期間ロンドンに定住し、ルービンシュタインと共同してウィグモア・ホールでリサイタルを開く。ロンドンではシマノフスキとも再会し、妻ゾシアも加わりブライトンに集った。シマノフスキとは1921年1月にウィグモア・ホールで共同リサイタルを開き、数週間後に4人でニューヨークに向けて出発した。ポール・ドレーパーと（コハンスキのアメリカでのマネージャーである）ジョージ・エンジェルス(George Engels)が待ち受けており、コハンスキとルービンシュタインは直ちに現地の音楽界に受け入れられ、間もなくエルネスト・ブロッホの《ヴァイオリンソナタ第1番》の世界初演を行なった。コハンスキーはカーネギー・ホールでのデビューでブラームスの《ヴァイオリン協奏曲》を演奏して大旋風を捲き起こし、すぐさま引く手あまたの演奏家となった。4人はイギリスに引き返したが、秋にはニューヨークに戻った。コハンスキーは1922年4月にブエノスアイレスでも演奏した。この頃から活動拠点をニューヨークに移し、1924年から没年までジュリアード音楽学校で教鞭を執った。
1933年、すでに癌に蝕まれていたにもかかわらず、シマノフスキの《ヴァイオリン協奏曲 第2番》の完成を助けて、その初演を行なった。
1934年に逝去。47歳であった。
ジュリアード音楽学校で無宗教による学校葬が行われ、1,500人が列席した。その中に、フリッツ・クライスラーやエフレム・ジンバリスト、ヤッシャ・ハイフェッツといったヴァイオリニストばかりでなく、フランク・ダムロッシュやウォルター・ダムロッシュ、セルゲイ・クーセヴィツキーやアルトゥーロ・トスカニーニ、ウラディミール・ホロヴィッツといった錚々たる顔触れの音楽家が集まった。
シマノフスキの《ヴァイオリン協奏曲 第2番》がコハンスキーの死後になって出版された時、故人を偲ぶ感動的な献辞が出版譜に掲げられた。
ルービンシュタインはコハンスキーを最愛の親友と呼んで慕っていた。ルービンシュタインによるとコハンスキーは真っ正直な人間を好み、トランプ遊びが好きで、時々大胆なことを口走ったという。

## 評価
ジュリアード音楽学校のジョン・アースキン博士(John Erskine)は次のように述懐する。
| 「 | （コハンスキーの）演奏や指導がどんなに素晴らしかったことか。思うに、彼は、我々が理解している以上の巨人だったのだ。彼が生きていたなら、興味を注いでいた作曲で名を揚げただろう。 | 」 |

## 草稿
ワルシャワのポーランド国会図書館の音楽部門では、コハンスキーの自筆原稿が蒐集されている。ポーランド文化省と国家遺産局は、1988年12月に、ニューヨークのサザビーズからコハンスキーの手書きの作品を買い取り、国会図書館に収蔵した。